# Désiré
Désiré – francuski film komediowy z 1996 roku w reżyserii Bernarda Murata.

## Obsada
- Jean-Paul Belmondo jako Désiré
- Fanny Ardant jako Odette
- Claude Rich jako Montignac
- Béatrice Dalle jako Madeleine
- Jean Yanne jako Corniche
- Dominique Lavanant jako Henriette
- Annie Grégorio jako Adèle

## Fabuła
Désiré, łamacz kobiecych serc, pracuje jako lokaj w stylowym hotelu. Wykorzystuje swą pracę i klientki hotelu do podbojów miłosnych. Pewnego razu w hotelu pojawia się Odette, w której się zakochuje od pierwszego wejrzenia.